# Burg Eybburg
Die Burg Eybburg ist eine abgegangene mittelalterliche Wasserburg in dem Weiler Eybburg, einem heutigen Ortsteil der Marktgemeinde Arberg (Haus Nr. 3) im Landkreis Ansbach in Bayern.

## Geschichte
Vor der Erbauung der Burg war die Ansiedlung, ab 1416 als „Lochhof“ oder „Lohhof“ urkundlich erwähnt, ein Lehenssitz der Erbschenken des Hochstiftes Eichstätt. Als Erster benannte sich Wilhelm I. Schenk von Arberg danach. Die Arberg waren eine Nebenlinie des weit verzweigten Geschlechts der Herren von Rothenburg. Der befestigte Lehenssitz der Erbschenken des Hochstiftes Eichstätt war im 14. Jahrhundert als Raubritternest verschrien. Nach dem Tod Wilhelms III. Schenk von Lochhof im Jahr 1484 entbrannte ein Streit über dessen Hinterlassenschaften. Daraufhin entschied Bischof Wilhelm von Eichstätt laut Schiedsbrief vom 21. Juni 1484, dass der Lochhof durch die Vormünder der Kinder verkauft und aus dem Erlös die Witwe und Kinder entschädigt werden sollten. Der Verkaufspreis der Burg „mit Türmen, Vorhof, Gräben und Zwinger“ nebst einem Garten, 60 Morgen Ackerland, 28 Tagewerk Wiesen, einer Waldparzelle von 100 Morgen und 3 „Weiherlein“, ferner das Recht des Viehtriebs, betrug 900 Gulden. Eybburg war anschließend hochstift-eichstättisches Lehen. 1487 wurde der Lohhof von Ritter Ludwig von Eyb-Sommersdorf (* 1417, † 20. Januar 1502) als Burg neu erbaut und in Eybburg umbenannt. Nach der Reichsacht über Karl Schenken von Arberg verlieh im Jahr 1533 Bischof Gabriel von Eyb (1455–1535, Fürstbischof von Eichstätt 1496–1535) dem Besitzer der Eybburg, Georg Ludwig dem Jüngeren von Eyb und seinen Erben das Erbschenkenamt. Diese Linie nannte sich fortan von Eyb zu Eybburg. 1622 wurde die Burg an den Bischof von Eichstätt verkauft. Damit verlor sie ihre Bedeutung und sank wieder zum Gutshof hinab. 1891 wurden die letzten Reste des mind. 10 m hohen Palas abgebrochen.

## Beschreibung
Die Eybburg war eine rechteckige, von einer Ringmauer umgebene Anlage. Heute existiert im Norden noch eine Teilstrecke der Mauer mit zwei Schalentürmen. Zwingermauerrestebefinden sich zudem noch in den Gebäuden des Bauernhofes. Das Torhaus zur östlich gelegenen Vorburg wurde später zur Kapelle umgewandelt, es ist ein kleiner Satteldachbau des 15. Jahrhunderts. Zudem sind noch der 10–12 m breite Graben mit Außenwall vorhanden. 1942 war noch der Stumpf eines Bergfrieds zu sehen.